# 波佐莱奥内
波佐莱奥内（義大利語：Pozzoleone），是意大利威尼托大区维琴察省的一个市镇。总面积11平方公里，人口2816人，人口密度256.0人/平方公里（2009年）。国家统计（ISTAT）代码为024082。

## 友好城市
- 爱尔兰Ennistymon（英语：Ennistymon）
- 希腊Schimatari（英语：Schimatari）